# Rudolfov
Rudolfov là một thị trấn thuộc huyện České Budějovice, vùng Jihočeský, Cộng hòa Séc.